# 허큘리스자리 은하단
허큘리스자리 은하단(Hercules cluster of galaxies)은 허큘리스자리에 있는 거대 은하단이다. 적색편이는 0.036이며, 300여개의 은하가 모여 있다.
대부분의 은하들이 거의 상호작용 은하(Interacting galaxy)이며, 머리털자리 은하단에 비해 다소 덜 밀집되어 있는 불규칙 은하단이다. 모양은 상당히 불규칙적이며, 모든 종류의 은하들을 포함하고 있으나 나선은하가 주종을 이룬다.
중심 은하는 NGC 6050이며, 밝기 +15.0이다. 가장 밝은 은하는 NGC 6047이며, 밝기 +13.6이다. 구성원들은 쌍은하계를 이루고 있거나 작은 무리들을 이루고 있는 경우가 많다. 이 은하단은 나선은하들이 많은 가스를 가지고 있는 것이 특징인데, 상대적으로 은하간 가스는 희박한 편이다.
가스는 은하에서 유래되어 우주공간으로 확산되는 것으로 생각되므로 머리털자리 은하단보다 나이가 젊은 은하단으로 생각된다. 

## 같이 보기
- 에이벨 목록
- 에이벨 은하단 목록